# Корана (Павија)
Корана (итал. Corana) је насеље у Италији у округу Павија, региону Ломбардија.
Према процени из 2011. у насељу је живело 353 становника. Насеље се налази на надморској висини од 71 м.

## Становништво
| 1936. | 1951. | 1961. | 1971. | 1981. | 1991. | 2001. | 2011. |
| ----- | ----- | ----- | ----- | ----- | ----- | ----- | ----- |
| 1.583 | 1.428 | 1.308 | 1.088 | 980   | 860   | 790   | 798   |